# Х-висина
У типографији, -висина или висина корпуса/тела односи се на раздаљину између основне линије и средишње/главне линије одређеног фонта. Најтипичније је да та висина одговара висини слова „х“ у одређеном фонту, али такође и другим словима. 
У модерној типографији, -висина је зависна од дизајна фонта. Тако није увек случај да је висина х једнака једној х-висини.
Мала слова чија је висина већа од х-висине имају, или десцент који се спушта испод основне линије (нпр. у, ђ, р), или асцент који се диже изнад х-висине (нпр. ћ, ђ, б), а и оба (ђ). Однос х-висине и висине тела је једна од главних карактеристика изгледа фонта.